# Lijst van Oekraïense kentekens
In de lijst van Oekraïense kentekens wordt er een overzicht gegeven van de herkomst van de kentekens.

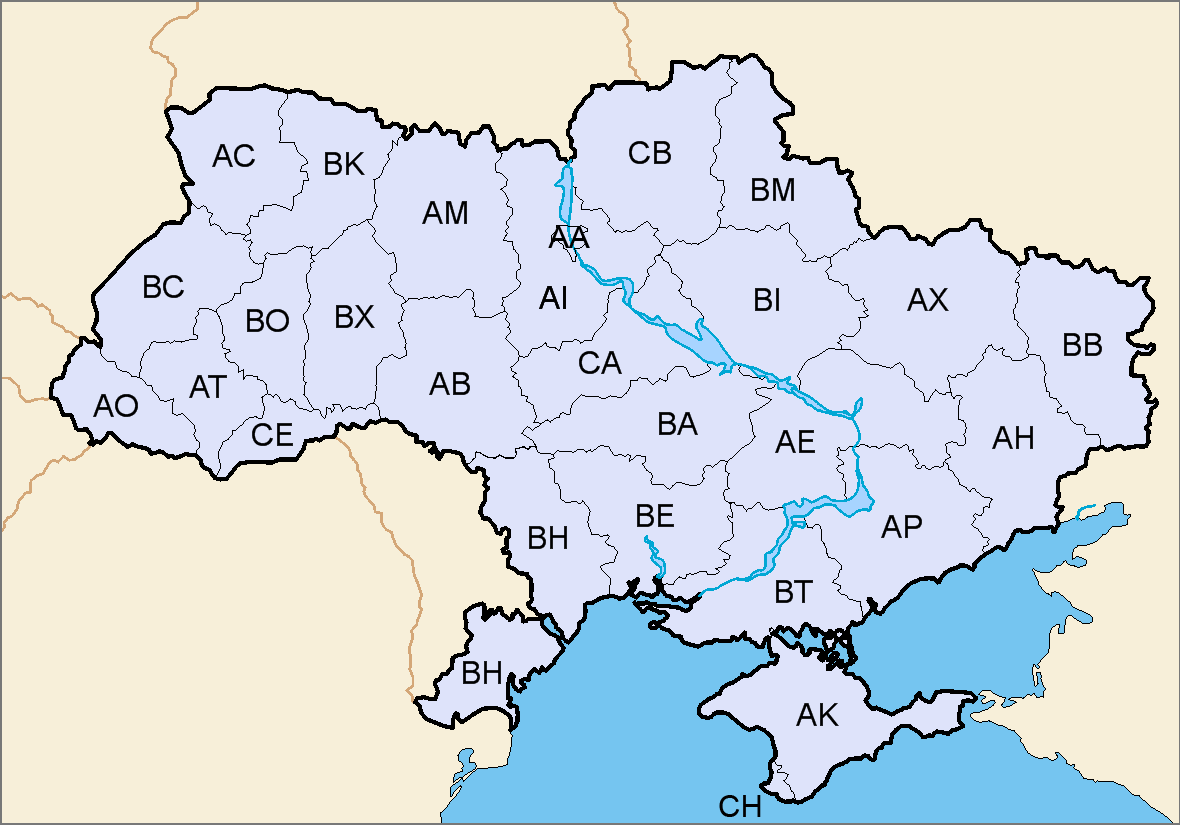
Overzichstkaart herkomst kentekens

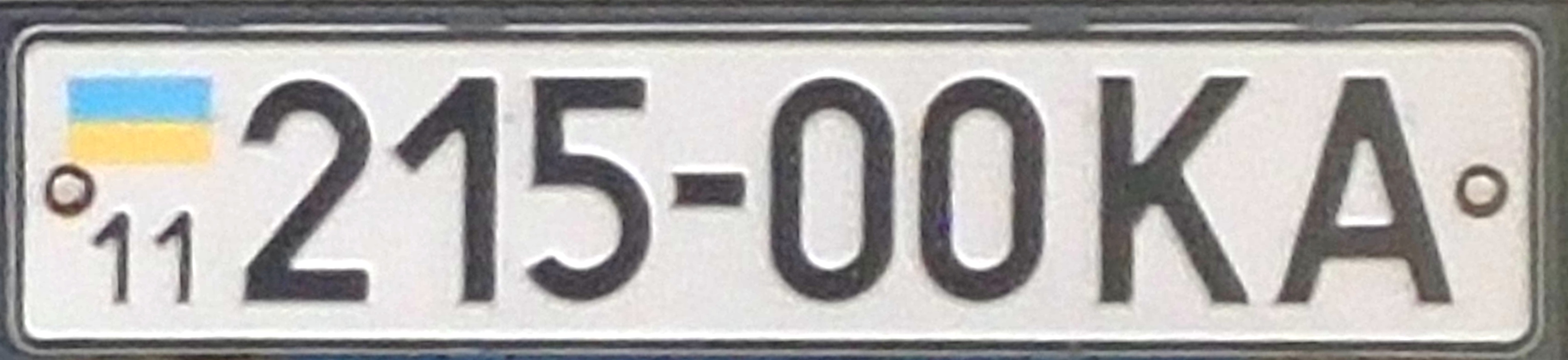

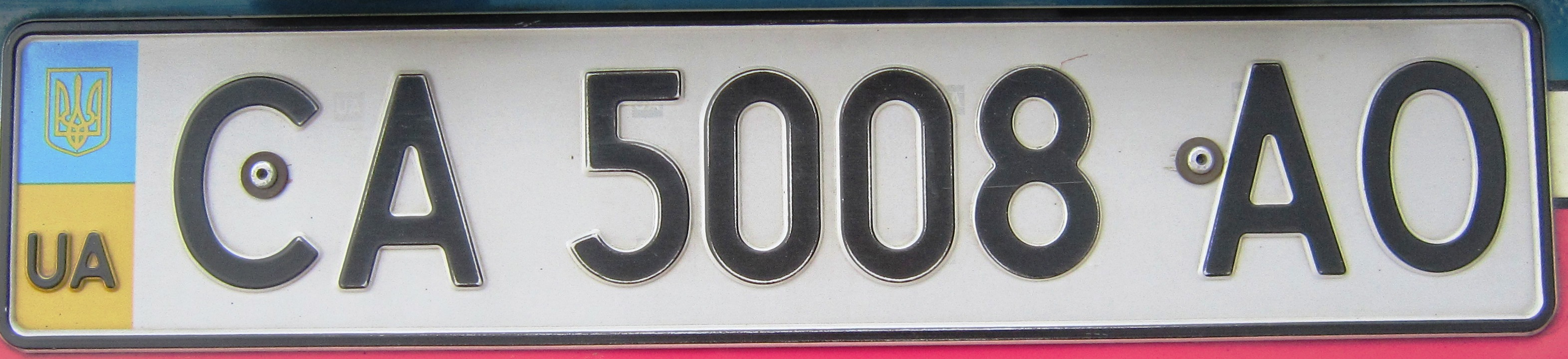
2004-2015 (Tsjerkasy)

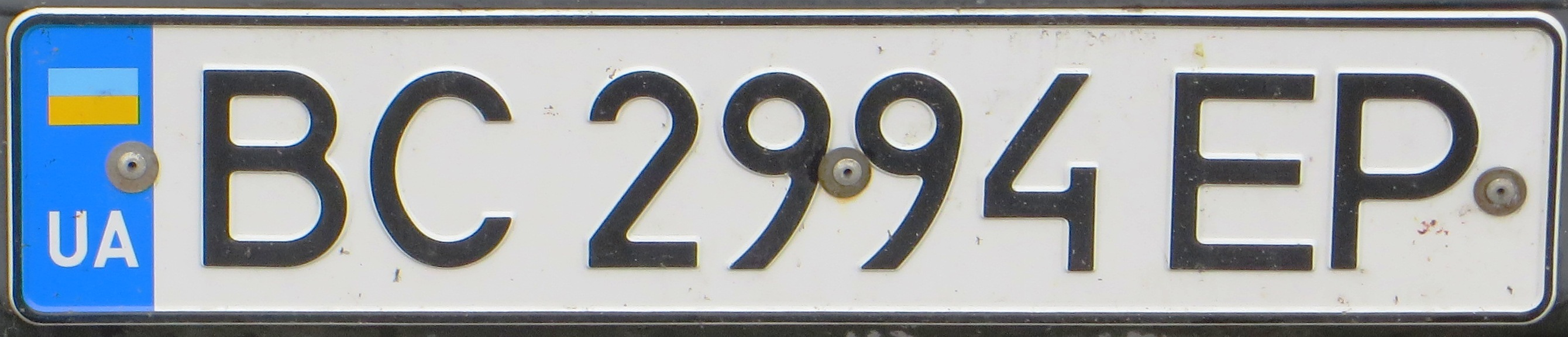
Hedendaags Oekraïens kenteken (Lviv)

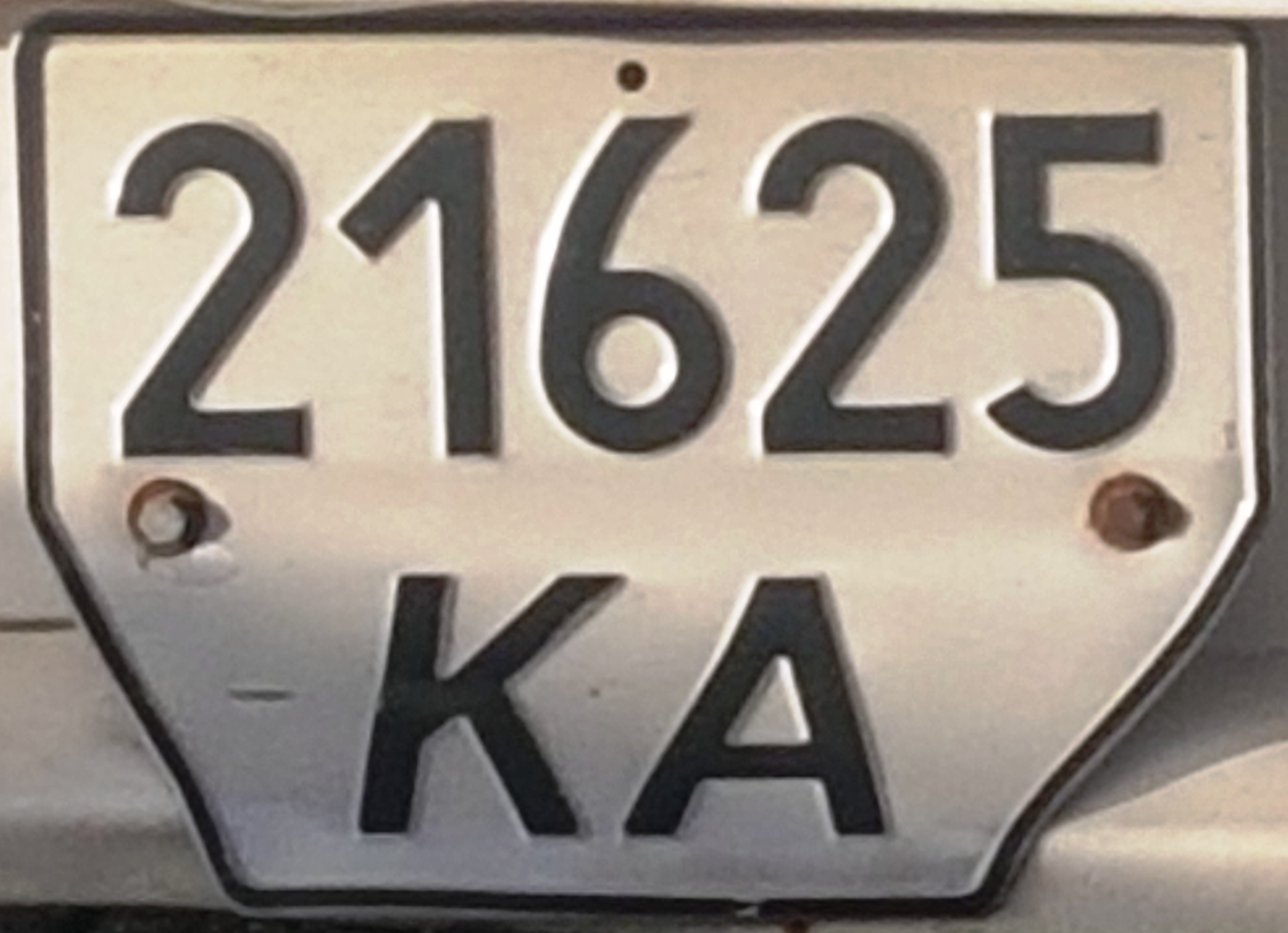
Kentekenplaat trailer

### A
| Kenteken | Oblast          | Hoofdstad       |
| -------- | --------------- | --------------- |
| AA       | Kiev            | Kiev            |
| AB       | Vinnytsja       | Vinnytsja       |
| AC       | Wolynië         | Loetsk          |
| AE       | Dnjepropetrovsk | Dnjepropetrovsk |
| AH       | Donetsk         | Donetsk         |
| AI       | Kiev            | Kiev            |
| AK       | Krimrepubliek   | Simferopol      |
| AM       | Zjytomyr        | Zjytomyr        |
| AO       | Transkarpatië   | Oezjhorod       |
| AP       | Zaporizja       | Zaporizja       |
| AT       | Ivano-Frankivsk | Ivano-Frankivsk |
| AX       | Charkov         | Charkov         |

### B
| Kenteken | Oblast      | Hoofdstad    |
| -------- | ----------- | ------------ |
| BA       | Kirovohrad  | Kropyvnytsky |
| BB       | Loehansk    | Loehansk     |
| BC       | Lviv        | Lviv         |
| BE       | Mykolajiv   | Mykolajiv    |
| BH       | Odessa      | Odessa       |
| BI       | Poltava     | Poltava      |
| BK       | Rivne       | Rivne        |
| BM       | Soemy       | Soemy        |
| BO       | Ternopil    | Ternopil     |
| BT       | Cherson     | Cherson      |
| BX       | Chmelnytsky | Chmelnytsky  |

### C
| Kenteken | Oblast            | Hoofdstad   |
| -------- | ----------------- | ----------- |
| CA       | Tsjerkasy         | Tsjerkasy   |
| CB       | Tsjernihiv        | Tsjernihiv  |
| CE       | Tsjernivtsi       | Tsjernivtsi |
| CH       | Sebastopol (stad) | Sebastopol  |

### I
| Kenteken | Oblast                            |
| -------- | --------------------------------- |
| II       | Wordt door alle Oblasten gebruikt |